# Coelidia retrorsa
Coelidia retrorsa är en insektsart som beskrevs av Nielson 1983. Coelidia retrorsa ingår i släktet Coelidia och familjen dvärgstritar. Inga underarter finns listade i Catalogue of Life.